# Puchar Konfederacji w piłce nożnej 1995
Druga edycja Pucharu Konfederacji odbyła się w dniach 6 stycznia – 13 stycznia 1995 w Arabii Saudyjskiej. W turnieju wzięło udział 6 drużyn: Dania, Meksyk, Argentyna, Nigeria, Arabia Saudyjska i Japonia. Drużyny zostały podzielone na dwie grupy. Zwycięzcy grup zagrali w finale, zaś drugie zespoły w meczu o 3 miejsce.
Wszystkie mecze rozegrano w Rijadzie, na stadionie Króla Fahda.

## Grupa A
| Reprezentacja    | Pkt | M | W | R | P | Br+ | Br− | +/− |
| ---------------- | --- | - | - | - | - | --- | --- | --- |
| Dania            | 4   | 2 | 1 | 1 | 0 | 3   | 1   | +2  |
| Meksyk           | 4   | 2 | 1 | 1 | 0 | 3   | 1   | +2  |
| Arabia Saudyjska | 0   | 2 | 0 | 0 | 2 | 0   | 4   | -4  |

| 6 stycznia 1995 | Arabia Saudyjska | 0:2(0:0)Raport | Meksyk · L. García 65' 82' | Stadion Króla Fahda, Rijad · Widzów: 25,000 · Sędzia: Imperatore ( Chile) |
|                 |                  |                |                            |                                                                           |

| 8 stycznia 1995 | Arabia Saudyjska | 0:2(0:1)Raport | Dania · B. Laudrup 43' Wieghorst 90' | Stadion Króla Fahda, Rijad · Widzów: 10,000 · Sędzia: Chong ( Mauritius) |
|                 |                  |                |                                      |                                                                          |

| 10 stycznia 1995                        | Dania · P. Rasmussen 48' | 1:1 k. 4:2(0:1)Raport                  | Meksyk · L. García 25' | Stadion Króla Fahda, Rijad · Widzów: 20,000 · Sędzia: Imperatore ( Chile) |
|                                         |                          |                                        |                        |                                                                           |
|                                         |                          | Rzuty karne                            |                        |                                                                           |
| Schjønberg · M. Laudrup · Høgh · Rieper |                          | Suárez · Del Olmo · L. García · Bernal |                        |                                                                           |

## Grupa B
| Reprezentacja | Pkt | M | W | R | P | Br+ | Br− | +/− |
| ------------- | --- | - | - | - | - | --- | --- | --- |
| Argentyna     | 4   | 2 | 1 | 1 | 0 | 5   | 1   | +4  |
| Nigeria       | 4   | 2 | 1 | 1 | 0 | 3   | 0   | +3  |
| Japonia       | 0   | 2 | 0 | 0 | 2 | 1   | 8   | -7  |

| 6 stycznia 1995 | Japonia | 0:3(0:1)Raport | Nigeria · Amunike 4' · Adepoju 55' · Amokachi 65' | Stadion Króla Fahda, Rijad · Widzów: 25,000 · Sędzia: Craciunescu ( Rumunia) |
|                 |         |                |                                                   |                                                                              |

| 8 stycznia 1995 | Japonia · Miura 57' | 1:5(0:2)Raport | Argentyna · Rambert 31' · Ortega 45' · Batistuta 47' 86' (k.) · Chamot 54' | Stadion Króla Fahda, Rijad · Widzów: 10,000 · Sędzia: Badilla ( Kostaryka) |
|                 |                     |                |                                                                            |                                                                            |

| 10 stycznia 1995 | Nigeria | 0:0Raport | Argentyna | Stadion Króla Fahda, Rijad · Widzów: 20,000 · Sędzia: Bujsaim ( Zjednoczone Emiraty Arabskie) |
|                  |         |           |           |                                                                                               |

## Mecz o 3. miejsce
| 13 stycznia 1995                                        | Meksyk · Ramírez 20' (k.) | 1:1 k. 5:4(1:1, 1:1)Raport                    | Nigeria · Amokachi 31' | Stadion Króla Fahda, Rijad · Widzów: 20,000 · Sędzia: Craciunescu ( Rumunia) |
|                                                         |                           |                                               |                        |                                                                              |
|                                                         |                           | Rzuty karne                                   |                        |                                                                              |
| García Aspe · L. García · Galindo · Hermosillo · Suárez |                           | Okocha · Adepoju · Eguavoen · Iroha · Amunike |                        |                                                                              |

## Finał
| 13 stycznia 1995 | Dania · M. Laudrup 8' (k.) · P. Rasmussen 75' | 2:0(1:0)Raport | Argentyna | Stadion Króla Fahda, Rijad · Widzów: 35,000 · Sędzia: Bujsaim ( Zjednoczone Emiraty Arabskie) |
|                  |                                               |                |           |                                                                                               |

| Dania:     | Mogens Krogh – Jacob Friis Hansen, Marc Rieper, Michael Schjonberg, Brian Steen Nielsen, Michael Laudrup (26' Morten Wieghorst), Brian Laudrup, Jacob Laursen (61' Jens Risager), Jesper Kristensen, Peter Rasmussen                 |
| Argentyna: | Carlos Bossio – Roberto Ayala, José Antonio Chamot, Javier Zanetti, Nestor Fabbri, Ariel Ortega, Alejandro Escudero, Gabriel Batistuta, Ruben Jimenez ('65 Gustavo López), Sebastián Rambert ('75 Fabian Espina), Christian Bassedas |

## Najlepsi strzelcy
- 3 –  Luis García Postigo
- 2 –  Daniel Amokachi
- 2 –  Gabriel Batistuta
- 2 –  Peter Rasmussen

## Widzów
110 000 na całym turnieju, co dało przeciętną 13 750 widzów na meczu.